# Martiri di Bagnara
I Martiri di Bagnara furono quattro membri del corpo dei Vigili del fuoco e due civili rimasti vittime in data 27 aprile 1945 della rappresaglia di un reparto dell'esercito tedesco in ritirata e ormai allo sbando dopo l'insurrezione partigiana iniziata il 25 aprile.

## Fatti
L'eccidio di Bagnara, località sita nel comune di Cremona, fu perpetrato da un contingente di cinquanta SS provenienti in ritirata da Casalmaggiore. Alle ore 8.30 circa del 27 aprile 1945 furono catturati quattro vigili del fuoco e subito fucilati: Domenico Agazzi (35 anni), Guido Azzali (39 anni), Odoardo Cerani (42 anni) e Luigi Rusinenti (19 anni). Anche due civili furono messi al muro: Giovanni Vaiani (52 anni) e Ivan Mondani (16 anni).